# Rebbelib

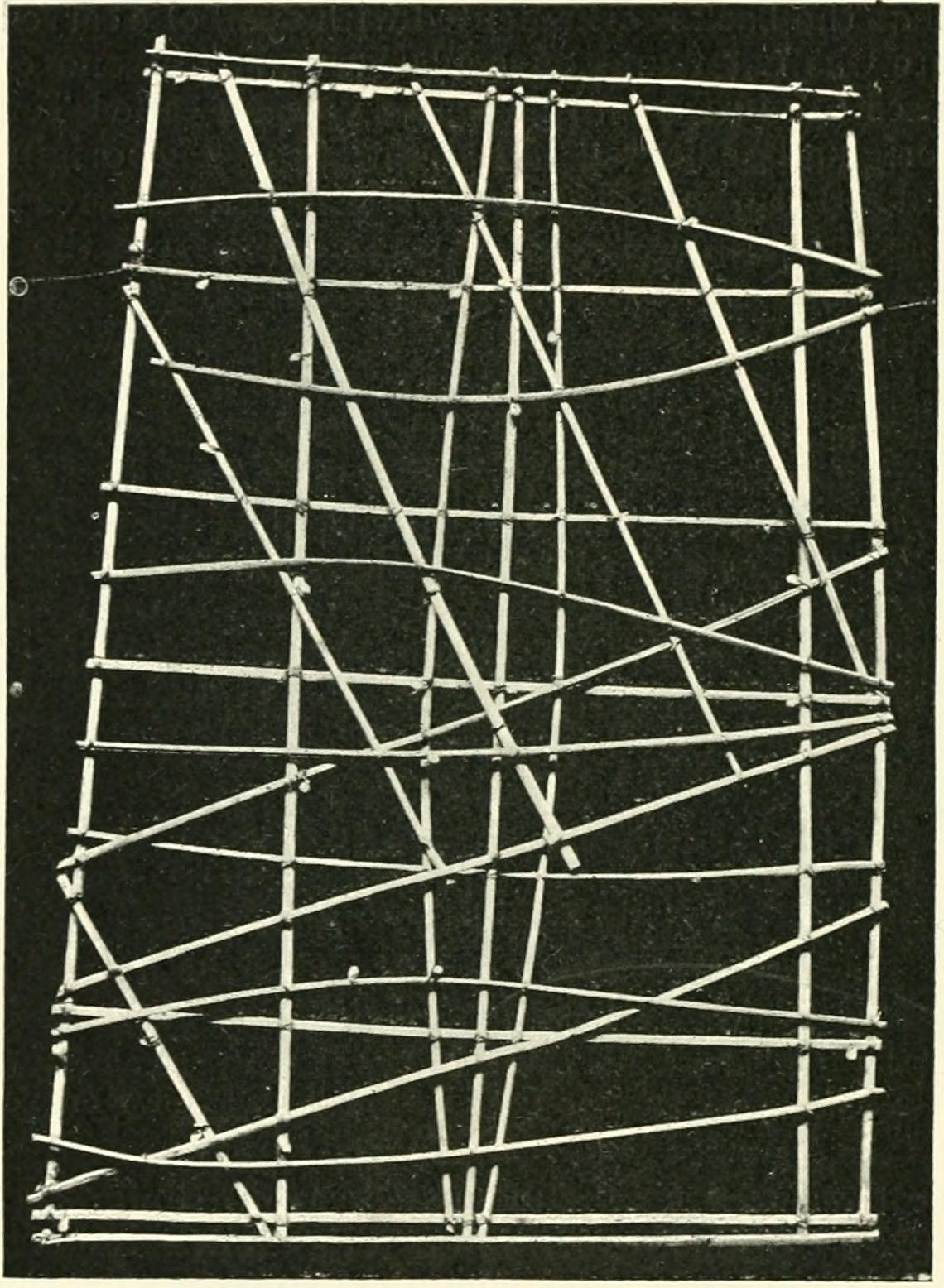
Rebbelib

Rebbelib – tradycyjne mapy nawigacyjne, używane w przeszłości przez mieszkańców mikronezyjskich Wysp Marshalla jako pomoc przy nawigacji.
Tradycja posługiwania się rebbelib została po raz pierwszy zauważona i opisana pod koniec XIX wieku przez niemieckich kolonizatorów, jej korzenie sięgają jednak daleko w przeszłość. Mapy te wykonywane były z wiązanych ze sobą drewnianych patyczków z włókien palmy kokosowej. Układ patyczków przedstawiał przebieg frontów fal i prądów morskich, kąty wiązań żyłek wyznaczały kierunek żeglugi. Na tak wykonanym stelażu umieszczano muszelki i kamyki, symbolizujące konkretne wyspy. Patyki ułożone horyzontalnie określały odległości między wyspami. Co charakterystyczne, rebbelib, w przeciwieństwie do tradycyjnych map nawigacyjnych, posługiwano się jedynie przy planowaniu podróży, nigdy na morzu. Wyposażony w nabytą wcześniej wiedzę żeglarz potrafił bezbłędnie orientować się podczas podróży na podstawie ruchów łodzi.
Mapami tymi posługiwano się na Mikronezji aż do końca lat 40. XX wieku, kiedy to na skutek zaniku żeglugi na kanoe wyszły z użycia.